# Fitzgerald River National Park
Fitzgerald River National Park är en nationalpark i Australien.   Den ligger i delstaten Western Australia, i den sydvästra delen av landet, 2 700 km väster om huvudstaden Canberra. Fitzgerald River National Park ligger 60 meter över havet.
I omgivningarna runt Fitzgerald River National Park växer huvudsakligen savannskog.